# Anatolij Konoplow
Anatolij Ołeksandrowycz Konoplow, ukr. Анатолій Олександрович Конопльов, ros. Анатолий Александрович Коноплёв, Anatolij Aleksandrowicz Konoplow (ur. 12 lipca 1943) – ukraiński piłkarz, grający na pozycji obrońcy lub pomocnika, trener piłkarski.

## Kariera piłkarska
W 1961 rozpoczął karierę piłkarską w drużynie rezerw Awanhardu Charków. Potem przeniósł się do Zirki Kirowohrad, w której zakończył karierę piłkarza w roku 1966.

## Kariera trenerska
Po zakończeniu kariery piłkarskiej rozpoczął pracę szkoleniowca. W marcu 1985 został mianowany na stanowisko głównego trenera Naftowyka Ochtyrka, którym kierował do końca roku. W 1989 pomagał trenować Szachtar Oleksandria.

## Sukcesy i odznaczenia

### Sukcesy trenerskie
Naftowyk Ochtyrka
- mistrz Ukraińskiej SRR wśród drużyn amatorskich: 1985